# 何塞·安切塔
何塞·德·安切塔（西班牙語：José de Anchieta，1534年3月19日—1597年6月9日）是一位西班牙耶稣会传教士，在巴西传教。
出生在特内里费岛的圣克里斯托瓦尔-德拉拉古纳。他在14歲時前往葡萄牙的科英布拉就學。1551年他进入科英布拉大學，1553年19歲時，他被挑選前往巴西传教，並在那里直到1597年去世。他是聖保羅和里约热内卢的建立者之一。于1980年他被教宗若望·保禄二世宣福。 在2014年，他被教皇方濟各册封。